# Kull the Conqueror
Kull the Conqueror (br: Kull, o Conquistador / pt: Kull e os Conquistadores) é um filme filme de fantasia americano dos americano/italiano de 1997 é um  sobre o personagem de Robert E. Howard, Kull, estrelado por Kevin Sorbo.  É uma adaptação cinematográfica do romance  "The Hour of the Dragon" Conan, o bárbaro escrito Howard, com o protagonista mudado para o outro herói bárbaro do autor, Kull. O enredo também tem semelhanças com outras duas histórias de Howard, a história de Kull "By This Ax I Rule!" e a história de Conan "The Phoenix on the Sword", que foi na verdade uma reescrita da história de Kull. 
O filme foi originalmente concebido para ser o terceiro filme de Conan, "Conan, the Conqueror". O protagonista foi mudado devido à recusa de Arnold Schwarzenegger em reprisar seu papel como Conan e a relutância de Sorbo em refazer um personagem já interpretado. O roteirista Charles Edward Pogue declarou em várias ocasiões que ele estava extremamente insatisfeito com este filme, sentindo que seu roteiro estava arruinado pela interferência do estúdio. 

## Sinopse
Em uma época bastante remota Kull (Kevin Sorbo), um bárbaro, se torna rei repentinamente ao derrotar o antigo monarca em um duelo, no qual foi mortalmente ferido. Mas antes de morrer este rei dá a coroa para Kull, tornando-o seu sucessor legítimo. Porém, herdeiros diretos do rei morto tentam destronar Kull e recuperar o trono. Com os conhecimentos de Enaros (Edward Tudor-Pole) trazem de volta à vida Akivasha (Tia Carrere), uma rainha-feiticeira que logo faz Kull se apaixonar por ela e se casa no mesmo dia, sem imaginar que desposou a "bruxa vermelha", um ser demoníaco que tem três mil anos de idade. Zareta (Karina Lombard), uma vidente, diz que ele corria muito perigo e em pouco tempo estas afirmações se tornam realidade, pois faz todos crerem que Kull foi envenenado e a culpada é Zareta, que será executada. Mas Kull estava em um calabouço e recusa a oferta de Akivasha, que quer transformá-lo em um imortal. Kull consegue escapar e é ajudado por um sacerdote, que é irmão de Zareta. No entanto o plano dos conspiradores começa a falhar e Akivasha quer colocar demônios para controlar o reino. A única coisa que pode detê-la agora é o sopro do deus Volka, que pode extinguir as chamas que correm nas veias de Akivasha. Mesmo achando que se trata de uma lenda Kull tentará achar o sopro de Volka na Ilha de Gelo, ou tudo estará perdido.

## Elenco
- Kevin Sorbo – Kull
- Tia Carrere – Akivasha
- Thomas Ian Griffith – General Taligaro
- Gary "Litefoot" Davis – Ascalante
- Roy Brocksmith – Tue
- Harvey Fierstein – Juba
- Karina Lombard – Zareta
- Edward Tudor-Pole – Enaros
- Douglas Henshall – Ducalon
- Joe Shaw – Dalgar
- Sven-Ole Thorsen – Rei Borna (como Sven Ole Thorsen)
- Terry O'Neill – Capitão Ship's
- Pat Roach – Zulcki
- John Hallam – Mandara
- Peter Petruna – Slave

## Recepção
O filme recebeu críticas negativas dos críticos. No Rotten Tomatoes, o filme tem uma classificação de 26%, com base em 19 avaliações, com uma classificação média de 3.6/10.

## Bilheteria
O filme estreou em nono lugar arrecadando apenas US$ 3 milhões em seu fim de semana de estréia. O filme arrecadou um total de $6.1 milhões nos Estados Unidos.